# ویتمن (مریلند)
ویتمن (به انگلیسی: Wittman) یک منطقهٔ مسکونی در ایالات متحده آمریکا است که در مریلند واقع شده‌است. ویتمن ۲٫۱۳ متر بالاتر از سطح دریا واقع شده‌است.